# Pinasses de la Canal Freda
Les Pinasses de la Canal Freda (Pinus nigra) són una parella de pinasses que es troben a Matadepera (el Vallès Occidental), les quals es troben al cor del massís de Sant Llorenç del Munt.

## Dades descriptives
- Perímetre del tronc a 1,30 m: 2,60 metres (Pinassa I) / 2,57 metres (Pinassa II o Espigada).
- Alçada: Uns 21 metres la Pinassa I i uns 25 metres la Pinassa II o Espigada.
- Amplada de la capçada: 9 x 13 metres (Pinassa I; capçada mitjana: 11 metres) / 8 x 10 (Pinassa II; capçada mitjana 9 metres).
- Altitud sobre el nivell del mar: 694 i 720 metres, respectivament.[1]

## Entorn i aspecte general
L'entorn és format per un bosc atapeït de bardisses i arítjols (és molt recomanable dur pantalons llargs per estalviar-se les esgarrinxades). La base d'ambdues pinasses està lleugerament corcada (aquest símptoma és habitual a bona part de les pinasses velles de la contrada).

## Accés
Es troben a la Canal Freda, al vessant llevantí del massís de Sant Llorenç del Munt: al quilòmetre 16,3 de la carretera B-124 de Castellar del Vallès a Sant Llorenç Savall trobem la urbanització de les Marines. Pugem pel costerut carrer principal fins a assolir la part alta de la susdita urbanització, on trobem un encreuament just enfront d'una caseta de la companyia elèctrica (ací aparquem el vehicle). Comencem a caminar per la pista de terra que puja a mà esquerra i que s'enfila pel carener en direcció nord-oest, passant per damunt de les cases més enlairades de la urbanització. Ignorem una pista que baixa a mà dreta i continuem recte. De seguida superem un collet (fals coll de Palomeres) i iniciem una suau baixada amb el cim de La Mola com a teló de fons. Ignorem una pista secundària a la dreta i continuem recte per la principal. 150 metres més endavant, abandonem la pista i prenem el corriol que arrenca a mà dreta. Fem cap a la pista del Daví, al costat d'un notable exemplar de pi pinyer. La travessem, resseguint de front el curs del torrent per una pista secundària. Abandonem la pista que ressegueix la llera del torrent i tombem a l'esquerra, agafant un corriol que s'enfila pel vessant en fort pendent. Una mica més amunt, ignorem una sendera a banda i banda i continuem recte, pujant encara. Connectem amb el camí de Santa Agnès i el prenem a l'esquerra (cap a la dreta podem arribar als Pins Bords del Daví en poc més de 5 minuts de camí). Al cap de poc, travessem un roquissar amb excel·lents vistes sobre el massís de Sant Llorenç del Munt. Ignorem a mà esquerra un parell de camins (el més planer porta a la Pinassa del Dalmau, a 100 metres de distància) i continuem a la dreta pel principal, planejant en direcció a la Canal de Santa Agnès. A la nostra esquerra, a l'altra banda del torrent, es distingeix la Castellassa del Dalmau amb la seua espectacular pinassa. Seguim sempre el camí principal, ample i planer. Bifurcació. Prenem el sender de l'esquerra, el més planer. El camí tomba un cap de carena i s'endinsa a la Canal Freda. A l'altra banda del torrent podem distingir les dues pinasses. Abandonem el camí principal i prenem el corriol que arrenca a mà esquerra (pintura groga). Al cap de 2 o 3 minuts, cal abandonar el corriol i pujar, a mà dreta, pel mig del bosc a la recerca de la primera pinassa. La pujada és dura, sense camí i a través de les bardisses (coordenades UTM molt útils). El segon arbre és a una cinquantena de metres del primer. Coordenades UTM: 31T X0418719 Y4611408 (Pinassa I) i 31T X0418732 Y4611455 (Pinassa II o Espigada).